# 大貫慎二
大貫 慎二（おおぬき しんじ、1962年3月16日 - ）は、日本の元ラグビー選手。

## プロフィール
- 東京都出身。
- 現役時代のポジションはウィング(WTB)。
- 日本代表通算キャップ数は15でラグビーワールドカップ1987の日本代表に選ばれた[1]。

## 略歴
日本大学高校、日本体育大学を経て、1984年、サントリー(現・東京サントリーサンゴリアス)に加入。
1984年9月30日に行われたフランス戦で日本代表初キャップを獲得した。